# 앨리아 쇼캇
앨리아 쇼캣(Alia Shawkat, 1989년 4월 18일 ~ )은 미국의 배우이다.

## 출연 작품

### 영화
- 매직 티팟 (2012)
- 더 파이널 걸스 (2015)
- 블링크 트와이스 (2024)

### 텔레비전
- 못말리는 패밀리 (2003-06, 2013, 2018-19)